# Tatort: Kein Mitleid, keine Gnade
Kein Mitleid, keine Gnade ist ein Fernsehfilm aus der Krimireihe Tatort. Der vom WDR produzierte Beitrag wurde am 12. Januar 2020 im Ersten ausgestrahlt. In dieser 1117. Tatort-Folge ermitteln die Kölner Kommissare Ballauf und Schenk ihren 77. Fall.

## Handlung
Die Leiche des 17-jährigen Schülers Jan Sattler wird nackt an einem Seeufer nahe einer verlassenen Villa gefunden. Todesursache ist eine Verletzung der Milz durch einen Schlag in den Bauch. Die Kommissare Max Ballauf und Freddy Schenk ermitteln unter seinen Mitschülern auf dem Robert-Görlinger-Gymnasium. Jans Freund Paul wird besonders von Robin, Lennart und Nadine gemobbt, weil er schwul ist. Dabei hatten die drei mit Paul und Jan zunächst in einem schulischen Bio-Projekt zur Beobachtung von Krähen zusammengearbeitet.
Bei einer ersten Befragung lockt Nadine Hauptkommissar Schenk hinter eine Mauer und beschuldigt ihn danach in sozialen Netzwerken eines sexuellen Übergriffs. Schenk muss sich deshalb einem Disziplinarverfahren stellen. Für die Tatnacht haben Robin, Lennart und Nadine ein Alibi: Sie waren alle bei Robin zuhause. Ballauf ermittelt, dass der Ermordete eine unter Schwulen populäre Dating-App verwendete. Farid Slimani, der mit seiner THW-Kollegin und Freundin Meike für die Abiturienten einen Erste-Hilfe-Kurs durchführt, ist in dieser App offensichtlich ebenfalls aktiv. Er behauptet, am Tat-Wochenende in Holland gewesen zu sein. Meike bestätigt zunächst dieses Alibi. Bei einer Durchsuchung seiner Wohnung sichergestellte Daten und Fotos beweisen jedoch, dass er ein Verhältnis mit Jan Sattler hatte. Eine Beziehung zu seiner Kollegin Meike hatte er vorgetäuscht, weil seine Eltern einen schwulen Sohn nicht akzeptieren würden.
Im Laufe der Befragung im Präsidium beweist ein DNA-Profil Farids Unschuld. Sein Vater holt ihn von der Polizei ab, umarmt ihn und lenkt das Auto mit voller Wucht gegen eine Mauer, so dass Vater und Sohn umkommen. Paul findet heraus, dass Lennart im Rahmen der Projektarbeit Jan bei einem heimlichen Treffen in der verlassenen Villa beobachtet haben muss. Voller Wut schlägt er Robin, den er jetzt des Mordes an Jan verdächtigt, in der Schule zusammen. Ballauf und Schenk finden in Lennarts Zimmer einen Kamerakoffer mit Blutspuren, die von Jan Sattler stammen. Als Lennart davon erfährt, gerät er in Panik. Nadine überredet ihn, zusammen nach Italien zu fliehen. Jedoch beschuldigt Nadine ihn bei der Polizei, Jan mit seiner Kamera erschlagen zu haben. Ihre Beschuldigung gegen Schenk nimmt sie schriftlich zurück. Während der Protokollierung fährt Ballauf mit einer Streife zu Lennart, um ihn zu verhaften. Da dieser den Tathergang jedoch völlig anders schildert, stellen die Kommissare die beiden in der Villa einander gegenüber. Lennart berichtet, dass er mit Jan Sex gehabt habe. Nadine sei hinzugekommen, habe Jan mit Lennarts Objektiv niedergeschlagen. Als er auf dem Boden lag, habe er sich überreden lassen, mit ihr zusammen den wehrlosen Jan mit Tritten in den Bauch zu traktieren. Nadine bestreitet zunächst, jemals in der Villa gewesen zu sein. Aber als die Kommissare sie auf die Reifenspuren ihres Fahrrads ansprechen, gesteht sie, dass sie Jan gemeinsam mit Lennart getötet habe, weil sie Lennart nicht verlieren wollte.

## Hintergrund
Der Film wurde vom 14. November 2018 bis zum 14. Dezember 2018 in Köln gedreht. Als Drehort für die fiktive Kölner „Bellmann-Villa“, an der das Mordopfer aufgefunden wird, diente die Fabrikantenvilla der früheren Feilenfabrik Ernst Ehlis bei Remscheid. Drehort für das fiktive Robert-Görlinger-Gymnasium war das Forum in Leverkusen; Robert Görlinger war ein Kölner Sozialpolitiker.

## Rezeption

### Einschaltquote
Die Erstausstrahlung von Kein Mitleid, keine Gnade am 12. Januar 2020 wurde in Deutschland von 10,59 Millionen Zuschauern gesehen und erreichte einen Marktanteil von 29,9 % für Das Erste.

### Kritiken
Tilmann P. Gangloff schrieb bei Tittelbach.tv anerkennend: „‚Kein Mitleid, keine Gnade‘ (WDR / Bavaria) ist ein sehenswerter, gut gespielter und ausgezeichnet fotografierter „Tatort“ aus Köln, in dem Schenk zum Opfer von Cybermobbing wird.“ „Der ‚Tatort‘ aus Köln ist bekannt dafür, regelmäßig Themen von aktueller gesellschaftlicher Relevanz aufzugreifen.“ „Die Krimi-Ebene [selbst] verläuft nach dem faszinierenden Auftakt zunächst in üblichen Bahnen.“ Aber die gesamte Episode ist „ein ausgezeichnetes Beispiel dafür, wie ein Anliegen harmonisch in eine fesselnde Krimihandlung integriert werden kann.“
Positive Kritik kam auch von Stefanie Thyssen bei Merkur.de: „Der Tatort ‚Kein Mitleid, keine Gnade‘ ist am Ende ein simpel gestrickter Krimi. Ein Eifersuchtsdrama. Aber er erzählt viel und eindrucksvoll von der Boshaftigkeit und dem Bösen, von Neid und Niedertracht, die sich immer breitere Wege in unserer Gesellschaft bahnen. Es ist zum Heulen. Mehr Mitleid, bitte!“
Bei Zeit online wertet Matthias Dell dagegen recht negativ: „Die Folge ‚Kein Mitleid, keine Gnade‘ […] entpuppt sich bei genauem Hinsehen als ziemlich übles Teil, das, wen wundert's, von seiner Übelkeit noch nicht mal einen Begriff hat.“ In der Geschichte „regrediert es unmittelbar in hotte Sexualfantasien, wie sie sich am Sonntagabend prickelnd abfilmen lassen.“ „Noch deutlicher wird die Misere dieses ‚Tatorts‘ am Hauptmotiv des homophoben Mobbings.“ Und Dell wundert sich schon sehr, wie „stumpf infektiös […] sich ‚Kein Mitleid, keine Gnade‘ im 21. Jahrhundert Homosexualität vor[stellt].“
Auch Michael Setzer von den Stuttgarter Nachrichten sah wenig positive Momente und bemängelte die oft merkwürdigen Dialoge, wie „‚Weiß ich, wann die Putze kommt?‘“: „Dramaturgische Absicht oder Stümperei?“ Es wurde „viel verschenkt und trotzdem wenig angeboten.“ Zudem sich Max Ballauf „langsam aus dem operativen Geschäft“ schießt und „nur noch wie so ein behäbiger Stichwortgeber durchs Geschehen“ läuft.

### Trivia
Freddy Schenk hat in dieser Folge einen weißen 1976er Buick Electra Limited mit blauem Vinyldach und dem Kennzeichen K-LP 1024 als Dienstwagen.